# Toreno
Toreno (leóni nyelven Torenu) település Spanyolországban, León tartományban. Lakosainak száma 2855 fő (2024).

## Földrajza
Toreno Cubillos del Sil, Sancedo, Vega de Espinareda, Berlanga del Bierzo, Páramo del Sil, Igüeña, Noceda del Bierzo, Bembibre és Congosto községekkel határos.

## Népesség
A település lakosságának változását az alábbi diagram mutatja:
| Lakosok száma | 4214 | 3792 | 3836 | 3743 | 3595 | 3481 | 3219 | 3105 | 2980 | 2855 |
|               | 2001 | 2004 | 2007 | 2009 | 2012 | 2014 | 2017 | 2019 | 2022 | 2024 |